# Cavendishia grossa
Cavendishia grossa är en ljungväxtart som beskrevs av J.L. Luteyn. Cavendishia grossa ingår i släktet Cavendishia och familjen ljungväxter. Inga underarter finns listade i Catalogue of Life.